# Плоське (Калузька область)
Плоське (рос. Плоское) — присілок в Юхновському районі Калузької області Російської Федерації.
Населення становить 245 осіб. Входить до складу муніципального утворення Присілок Плоське.

## Історія
Від 2004 року входить до складу муніципального утворення Присілок Плоське

## Населення
| 2002 | 2010 |
| ---- | ---- |
| 264  | ↘245 |